# Josep Rovira Marí
Josep Rovira Marí (Benifaió, 20 març de 1888- 24 gener de 1961) fou un pintor i escenógraf teatral i de cinema valencià. A l'Ajuntament de Benifaió es custodien dos quadres del Torçalo. Un és un retrat de Francisco Franco. I l'altre titulat "Alegoría de la República" (1933) sobre Blasco Ibáñez. En 2010 José Huguet Chanzá doná al Ajuntament de Benifaió un tercer quadre de 1954 sobre la bendició de les campanes de l´església. En l'Esglèsia de Benifaió hi ha un quadre seu "Bautisme de Jesús".
Treballà d'escenógraf en el Teatre Apolo de València, i en Madrid per al Mestre Serrano.